# Piura
Piura est la capitale du département de Piura, au Pérou. Cette ville est située à 973 km de Lima. Elle se place au sixième rang des villes les plus peuplées du Pérou. Piura est le siège de l'archidiocèse de Piura avec sa cathédrale Saint-Michel-Archange.

## Histoire
La ville, sous le nom de San Miguel de Piura, a été la troisième ville espagnole et la première du Pérou à être fondée par le conquistador Francisco Pizarro en Amérique du Sud, le 15 août 1532. Piura a déclaré son indépendance de l'Espagne le 4 janvier 1821.
Le nom de la ville est dérivé du mot quechua pirhua, signifiant abondance.
La ville est surnommée ciudad del eterno calor, qui peut être traduit par la « ville de la chaleur permanente ».
Une partie importante du roman de Mario Vargas Llosa (écrivain péruvien, Prix Nobel de littérature 2010), 'Le  héros discret' ((titre original : El héroe discreto, 2013) se déroule à Piura et met en scène certains de ses habitants.

## Enseignement
- Université de Piura, fondée par l'Opus Dei en 1964 et homologuée en 1969.

## Jumelages
- Bahía Blanca (Argentine)
- Trujillo (Espagne) (Espagne)
- Empalme (Mexique)
- Salt Lake City (États-Unis)
- Loja (Équateur) (Équateur)

## Galerie

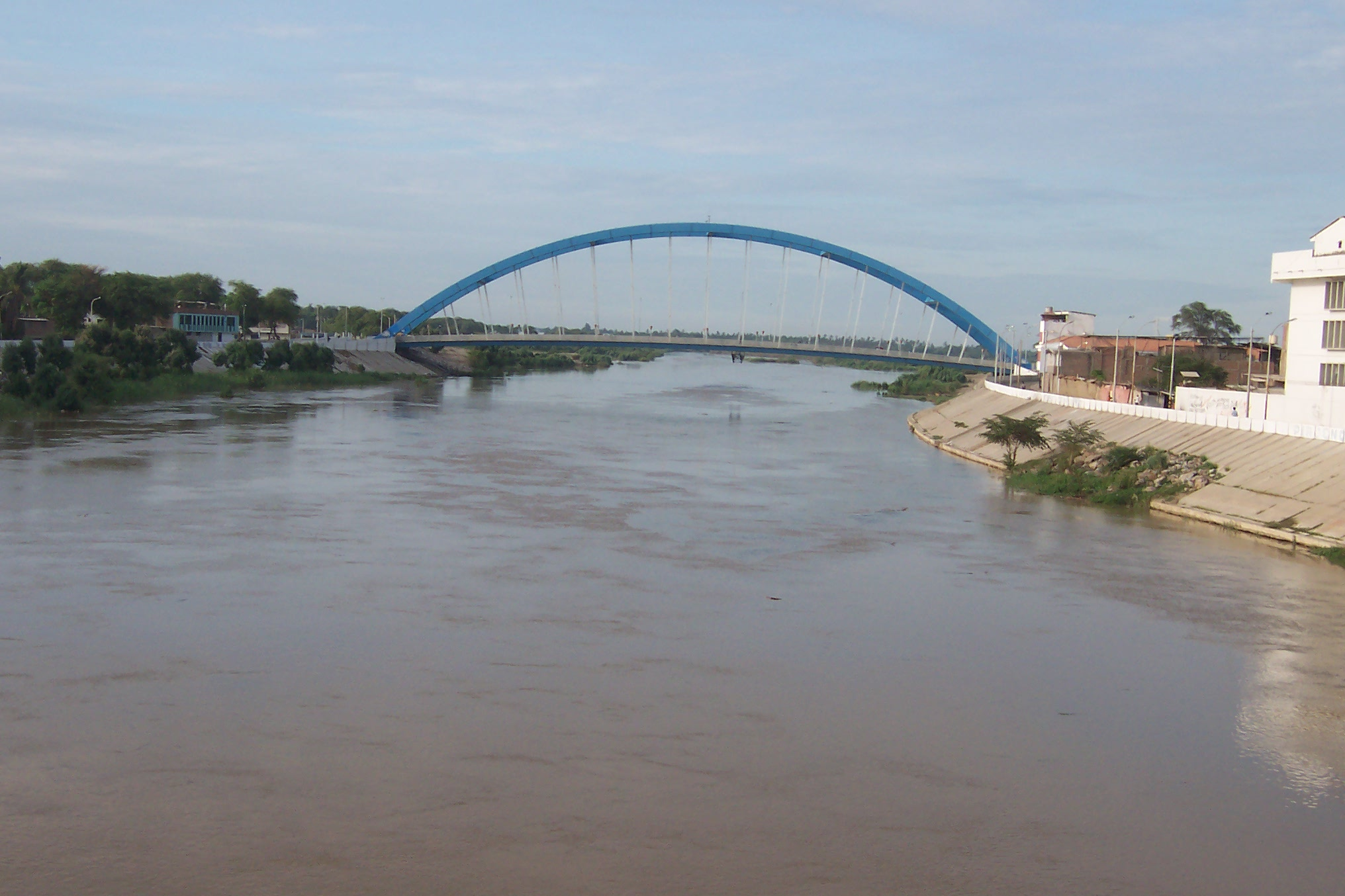
Le pont Bolognesi
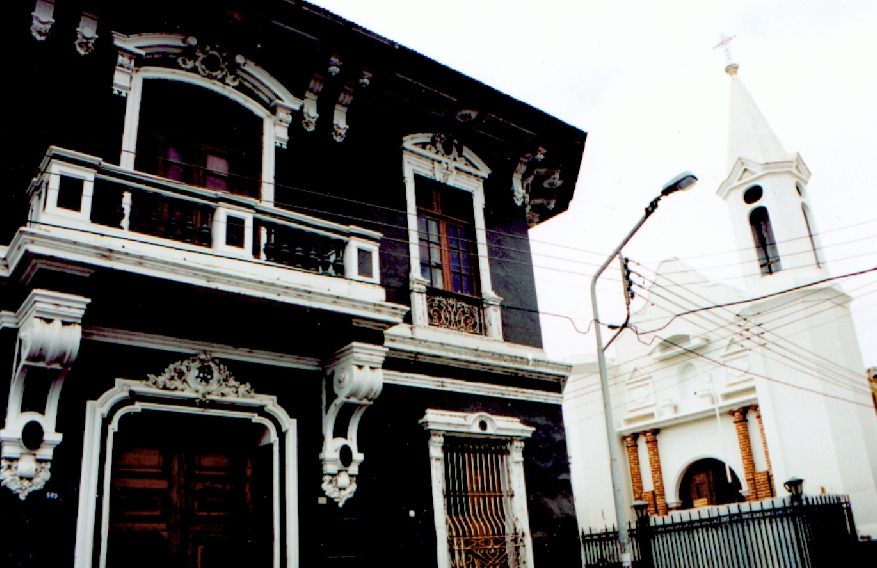
Maisons coloniales
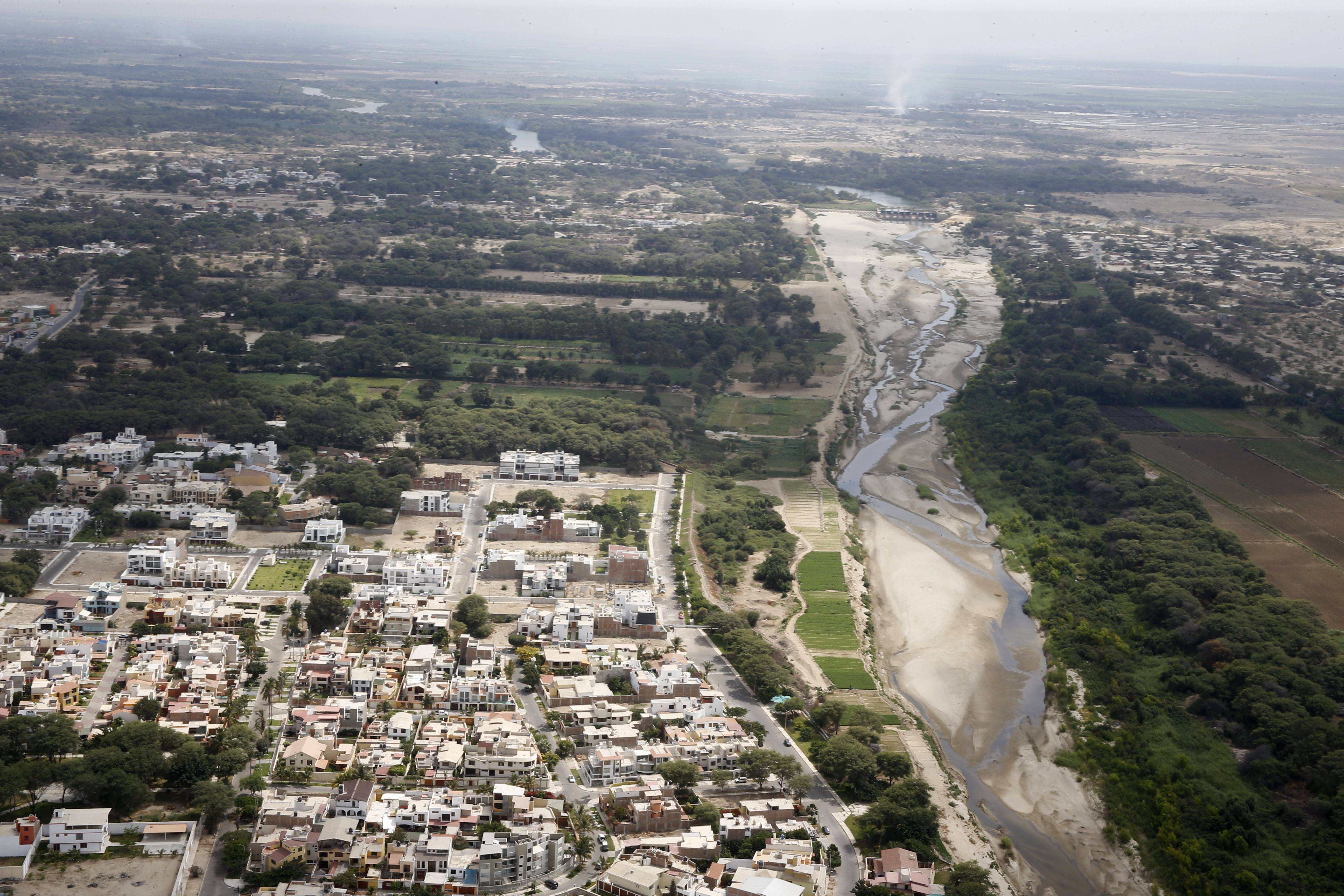
Piura affectée par le phénomène El Niño

## Personnalités
Il s'agit de la ville natale du peintre Ignacio Merino et du héros national, l'amiral Miguel Grau Seminario.